# وقود النفاثات

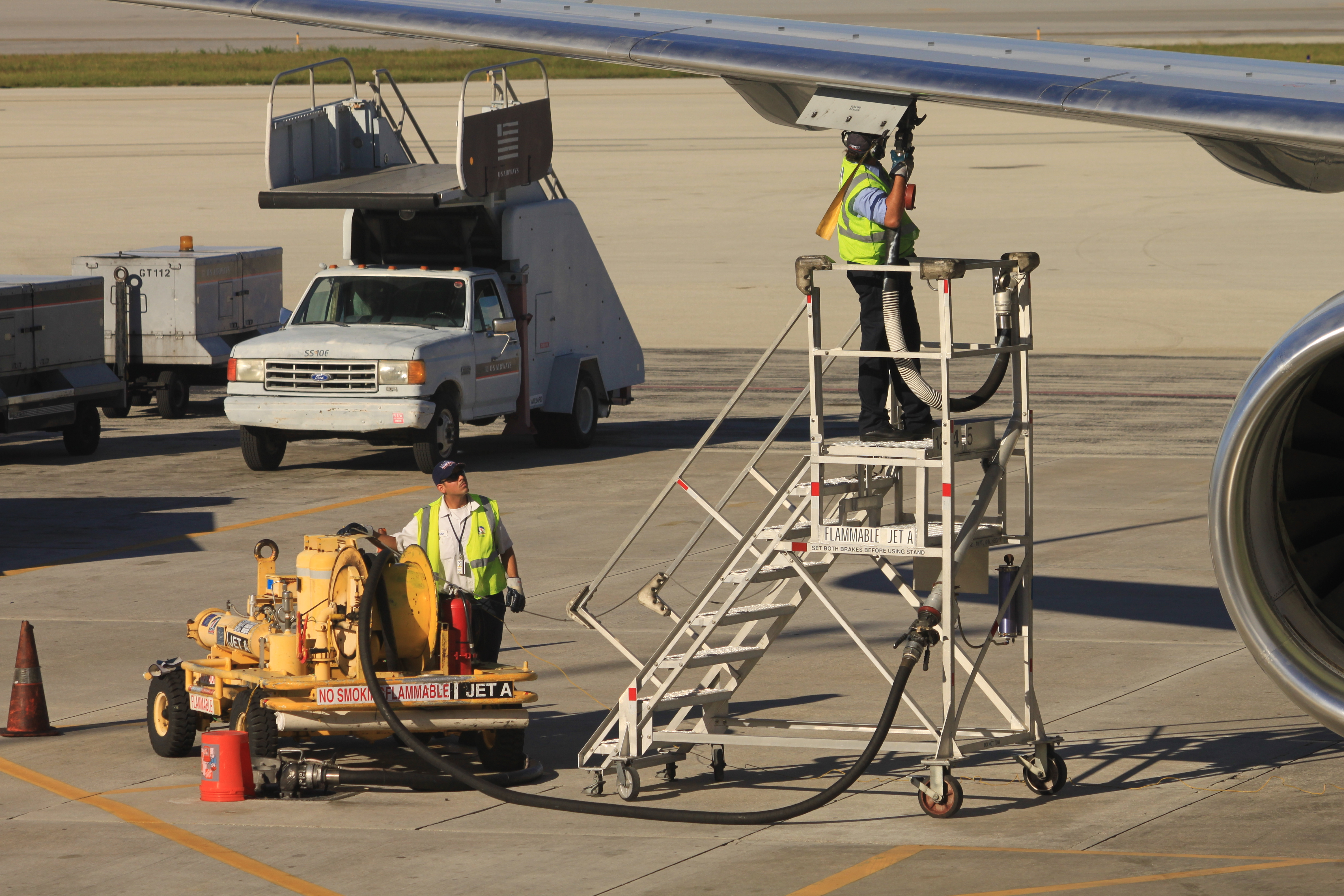
تموين ظائرة مدنية في مطار فورت لودردال ، فلوريدا.

وقود الطائرات النفاثة هو أحد أنواع وقود الطائرات، ويتميز بلون أصفر يشبه لون العشب الجاف . ويصنف في نوعين : Jet A و Jet A-1 يستخدمان في الطيران المدني، وينتجا طبقا لمواصفات عالمية متفق عليها . كما يوجد نوع آخر يستخدم أيضا في الطيران المدني وهو نوع Jet B الذي يتميز بكفاءة عالية في الأجواء الباردة .

## Jet A

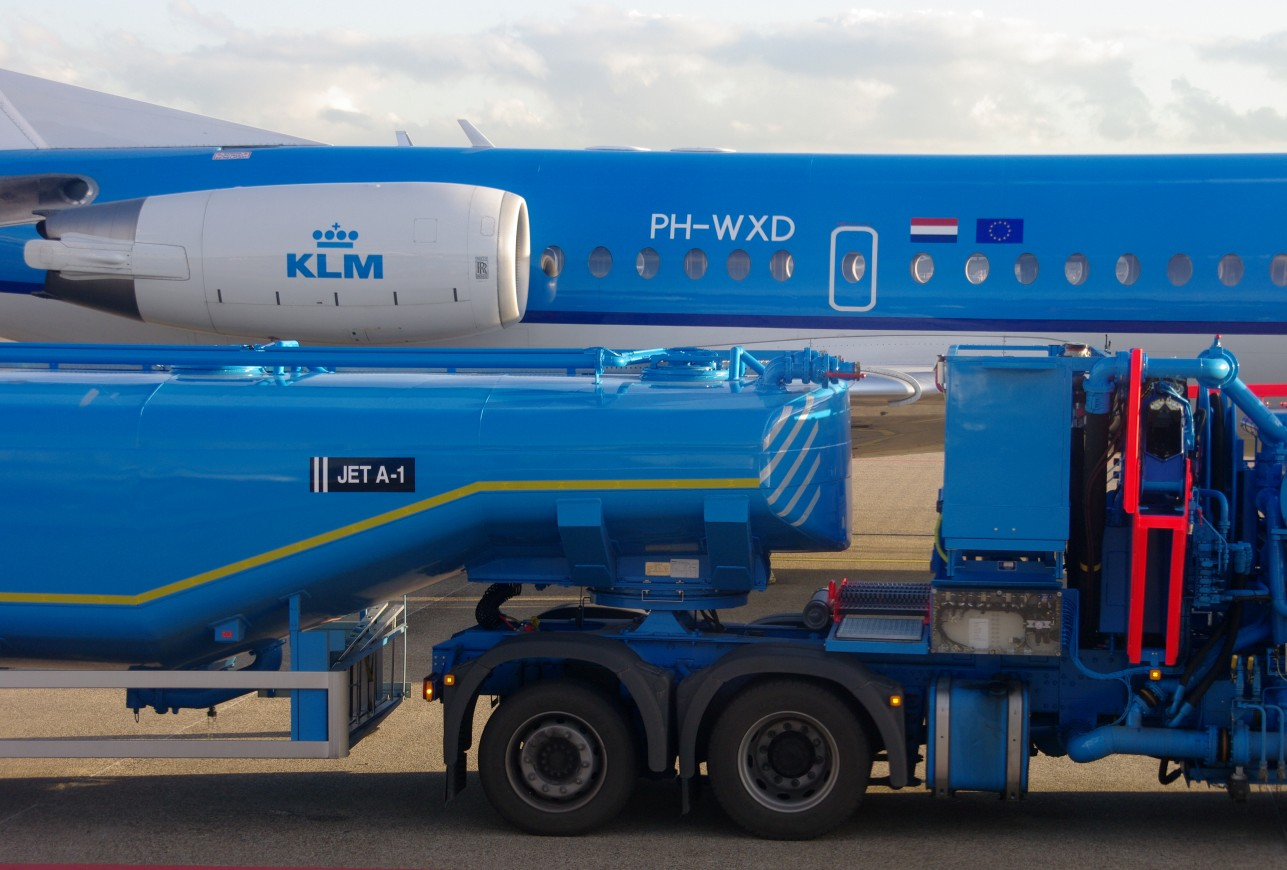
تموين الطائرة بالكيروسين نوع Jet A-1

يستخدم هذا النوع حاليا في الولايات المتحدة الأمريكية وهو يعاد النوع JP-1 المستخدم للطائرات الحربية، وهو يتميز بنقطة تجمد −40 °C.
الكثافة : 0,775-0,825 kg/dm³:
نقطة اشتعال : +38 C°
درجة التجمد : −40 C°

## Jet A-1
يستخدم نوع الوقود Jet A-1 في الطيران المدني في جميع دول العالم ماعدا الولايات المتحدة، وهو يعادل النوع المستخدم في الطيران المسمى JP-1A . يتميز هذا النوع بدرجة تجمد −47 °C ويبلغ نقطة اشتعاله نفس نقطة اشتعال النوع Jet A ، ويُرمز إليه في حلف الناتو بالرمز F-35 .
ويحتوي A-1 مادة كاثون Kathon التي تمنع تكون الميكروبات في الخزانات .

وفي العادة يترك أمر إضافة المادة المضادة للميكروبات Biozide إلى صاحب الطائرة ويكون ذلك طبقا لتعليمات صانع الطائرة حيث تضاف المادة إلى الوقود بين حين وآخر وذلك لتفادي تعود الميكروبات على المادة واكتسابها حصانة ضده.
وتستخدم طائرات حلف الناتو الحربية نفس الوقود، ويرمز إليه لديها ب JP-8 أو F-34 حيث يضاف إليه للاستخدامات في الطائرا الحربية إضافات أخرى، مثل مضاد التجمد FSII ، ومضاد الصدأ ، ومواد تشحيم، ومواد تمنع تراكم الشحنة الكهربية الساكنة.
الكثافة: 0,775-0,825 كيلوجرام/لتر
نقطة اشتعال : +38 C°
نقطة تجمد −47 C°

## Jet B
يلزم للطيران في المناطق الشديدة البرودة مثل ألاسكا و كندا و سيبيريا نوع آخر من الكيروسين يرمز له Jet B للطيران المدني و JP-4 للطيران الحربي بإضافة بعض المواد للطيران الحربي وهو يتكون من 65% بنزين و35% مشتقات كيروسين ، ويتميز بنقطة تجمد −60 °C .ويجب أن تجهز المحركات للعمل بهذا الوقود .

الكثافة : 0,750-0,800 كيلوجرام/ لتر
نقطة اشتعال : −20 C°
نقطة تجمد : −60 C°

## اقرأ أيضا
- وقود
- بنزين
- كيروسين